# Université du Suriname Anton-de-Kom
L'Université Anton de Kom (en néerlandais : Anton de Kom Universiteit van Suriname) est la seule université du Suriname.
Elle est située dans la capitale, Paramaribo, et porte le nom d'Anton de Kom, un militant anticolonialiste tué par les nazis alors qu'il était en exil aux Pays-Bas.